# Rick Paul van Mulligen
Rick Paul van Mulligen (Uithuizen, 28 september 1981) is een Nederlands acteur.

## Carrière
Van Mulligen groeide op in een Nederlands Hervormd milieu in de noordoosthoek van Groningen. Daar werd hij, naar eigen zeggen, vreemd aangekeken vanwege zijn te vrouwelijk en fladderig gedrag. Dat veranderde toen hij naar de middelbare school/Jeugdtheaterschool ging in Groningen. Daarna volgde de opleiding aan ArtEZ in Arnhem, alwaar hij in 2006 afstudeerde.
In het begin van zijn theaterwerkzaamheden ondervond hij (weer) discriminatie vanwege zijn seksualiteit; hij kreeg of alleen maar homorollen aangeboden of minder uitdagende heterorollen.
Van Mulligen vertolkte rollen in films en series en speelde mee in meerdere theaterprogramma's, zoals Monsters (2014) van Theater Utrecht, De Rovers (2007) en De Zender (2016) van de Toneelschuur. Op televisie was hij van 2013 tot 2017 te zien als vast teamlid in De Grote Improvisatieshow. Sinds 2019 is hij verbonden aan Het Nationale Theater. Hij speelde in 2013 een rol tijdens de Koningsvaart in 2013. Bij het EYE Filmmuseum in Amsterdam-Noord werd er live een ode gebracht aan Flodder. Van Mulligen speelde hierbij de rol van zoon Kees.
In 2018 en 2020 speelde hij de rol van Iago in William Shakespeares Othello, onder regie van Daria Bukvić bij Het Nationale Theater. Voor deze rol werd hij genomineerd voor de Arlecchino. Er volgden rollen in De Gebroeders Leeuwenhart (2019), U bent mijn moeder (2020), The Nether (2021) en Yerma (2021).
In 2019 deed Van Mulligen mee aan het 19e seizoen van het televisieprogramma Wie is de Mol?, later gevolgd door optredens in Moltalk. In 2022/2023 speelde hij, Nationaal Theater, mee in Coriolanus en Queer Planet en werd voor de laatste onderscheiden met de Arlecchinoprijs voor beste mannelijke bijrol. Met dat programma deelde hij zijn eigen ondervindingen binnen de queerwereld met onder meer voorstellingen op scholen, hetgeen zijn mening, dat de acceptatie er nog niet overal is, alleen maar versterkte. In het seizoen 2023/2024 is hij een van de deelnemers aan het televisieprogramma The Biohack Project en presentator van het televisieprogramma Onzin. Gelijktijdig was hij te zien als deelnemer in LOL: Last One Laughing.
In 2024 deed Van Mulligen mee aan het televisieprogramma The Connection.
In 2024 is Van Mulligen te zien in het Sinterklaasjournaal als Pieterbaas/roerganger.

## Privé
Van Mulligen leeft samen met zijn man acteur en scenograaf René van Bakel. Samen met actrice Nina de la Croix vormen ze een regenbooggezin en hebben een zoon en een dochter. Peter Hein van Mulligen is zijn oudere broer.

## Filmografie
- Wolfsbergen (2007)
- Tiramisu (2008)
- Hoe overleef ik mezelf? (2008)
- Taxandria (2008)
- Annie M.G. (2010)
- De vliegenierster van Kazbek (2010)
- Midzomernacht (2010)
- Het gordijnpaleis van Ollie Hartmoed (2011)
- A'dam - E.V.A. (2011-2014; rol Harm-Jan)
- Charlie (2013)
- Sophie's Web (2013-2014)
- Jeuk (2014)
- Toen was geluk heel gewoon (2014)
- Jack bestelt een broertje (2015)
- De prijs van de waarheid (2015)
- Rundfunk (2016)
- Bella Donna's (2017)
- Circus Noël (2017)
- Taal is zeg maar echt mijn ding (2018)
- Grisse (2018)
- Citroenstraat 10 (2019)
- Circus Noël (2019)
- Nieuw zeer (2020-2024)
- Rundfunk: jachterwachter (2020)
- Panduloria (2023)
- Jackson & Malone (2024)
- Jimmy (2024)
- Sinterklaasjournaal (2024)